# 陳 (春秋)

陳（Chen）の位置

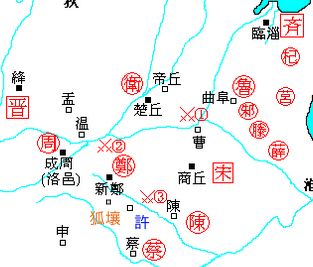
陳の位置

陳（ちん、紀元前1046年 - 紀元前478年）は、周代の諸侯国のひとつ。国姓は嬀。
周の武王が舜の子孫を捜索して嬀満を見出し、これを陳（現代の河南省周口市淮陽区）に封じたのが国の始まりとされる、春秋時代には12の有力諸侯の一とされた。
紀元前7世紀以降、後継者をめぐる内乱がたびたび生じる。陳は小国の地位を脱することができず、南方で楚が台頭すると、これに従属するようになった。春秋時代には晋・楚の二大国の争いに翻弄され、さらには呉の台頭によって圧迫を受けた。紀元前478年に陳は楚の恵王によって滅ぼされた。

## 歴代君主
1. 胡公 (満)
2. 申公 (犀侯)
3. 相公 (皋羊)
4. 孝公 (突)
5. 慎公 (圉戎)
6. 幽公 (寧)（紀元前854年 - 紀元前832年）
7. 釐公 (孝)（紀元前832年 - 紀元前796年）
8. 武公 (霊)（紀元前796年 - 紀元前781年）
9. 夷公 (説)（紀元前781年 - 紀元前778年）
10. 平公 (燮)（紀元前778年 - 紀元前755年）
11. 文公 (圉)（紀元前755年 - 紀元前745年）
12. 桓公 (鮑)（紀元前745年 - 紀元前707年）
13. 陳公他 (他)（紀元前707年 - 紀元前706年）
14. 利公 (躍)（紀元前706年 - 紀元前700年）
15. 荘公 (林)（紀元前700年 - 紀元前693年）
16. 宣公 (杵臼)（紀元前693年 - 紀元前648年）
17. 穆公 (款)（紀元前647年 - 紀元前632年）
18. 共公 (朔)（紀元前632年 - 紀元前614年）
19. 霊公 (平国)（紀元前614年 - 紀元前599年）
20. 成公 (午)（紀元前599年 - 紀元前569年）
21. 哀公 (弱)（紀元前569年 - 紀元前534年）
22. 恵公 (呉)（紀元前534年 - 紀元前506年）
23. 懐公 (柳)（紀元前506年 - 紀元前502年）
24. 湣公 (越)（紀元前502年 - 紀元前478年）